# Keskenylevelű kasvirág
A keskenylevelű kasvirág (Echinacea angustifolia) a fészkesvirágzatúak (Asterales) rendjébe, ezen belül az őszirózsafélék (Asteraceae) családjába tartozó faj.

## Leírása
Eredetileg az Egyesült Államokból származó, vadon növő évelő növény, a száraz erdőket és a füves pusztákat kedveli. Gyöktörzzsel rendelkezik, nyáron virágzik, virága a margarétához hasonló. 
A kasvirágok három gyógyászati célokra használt fajának egyike, a másik kettő a bíbor kasvirág (Echinacea purpurea) és a halvány kasvirág (Echinacea pallida). A lángvörös kasvirághoz hasonló gyógyhatással rendelkezik. Gyógynövényként eredetileg az indián törzsek alkalmazták. Századokon keresztül használták sebek gyógyítására vagy kígyómarás ellenszereként. Azóta máshol is elterjedt, termesztik is gyógyhatása miatt.

## Hatóanyagai
A növény alkilamidokat, poliszacharidokat (arabinogalaktánokat), cikóriasav-származékokat, illóolajat és poliineket tartalmaz.

## Gyógyászati hatásai
Erősíti az immunrendszert[forrás?], vagyis a szervezet védekező képességét. Enyhe, középsúlyos megfázás, légúti és húgyúti fertőzés kiegészítő és megelőző kezelésére alkalmas[forrás?]. Külsőleg nehezen gyógyuló sebek, gyulladásos bőrbetegségek esetén alkalmazzák[forrás?].

## Gyógyászati felhasználása
Gyógyászati célokra a növény föld feletti részeit és gyökerét gyűjtik, de a legtöbb hatóanyagot a nyers gyökér tartalmazza. Gyűjtése a tavaszi és nyári hónapokra esik. 

A növényt alkalmazzák echinacea-cseppek, homeopátiás golyócska, tabletta és oldat formájában, amelyek gyógyszertárakban és gyógynövényboltokban szerezhetők be. A leggyakrabban előforduló készítmények a friss présnedvből készült alkoholos kivonatok. 

Fontos tudni, hogy gyermekek, várandós nők és szoptatós kismamák részére a kasvirág alkalmazása nem ajánlott!